# HEPA

Partes de un filtro HEPA

HEPA (del inglés High Efficiency Particulate Air) es un estándar de eficiencia para filtros de aire.

## Función

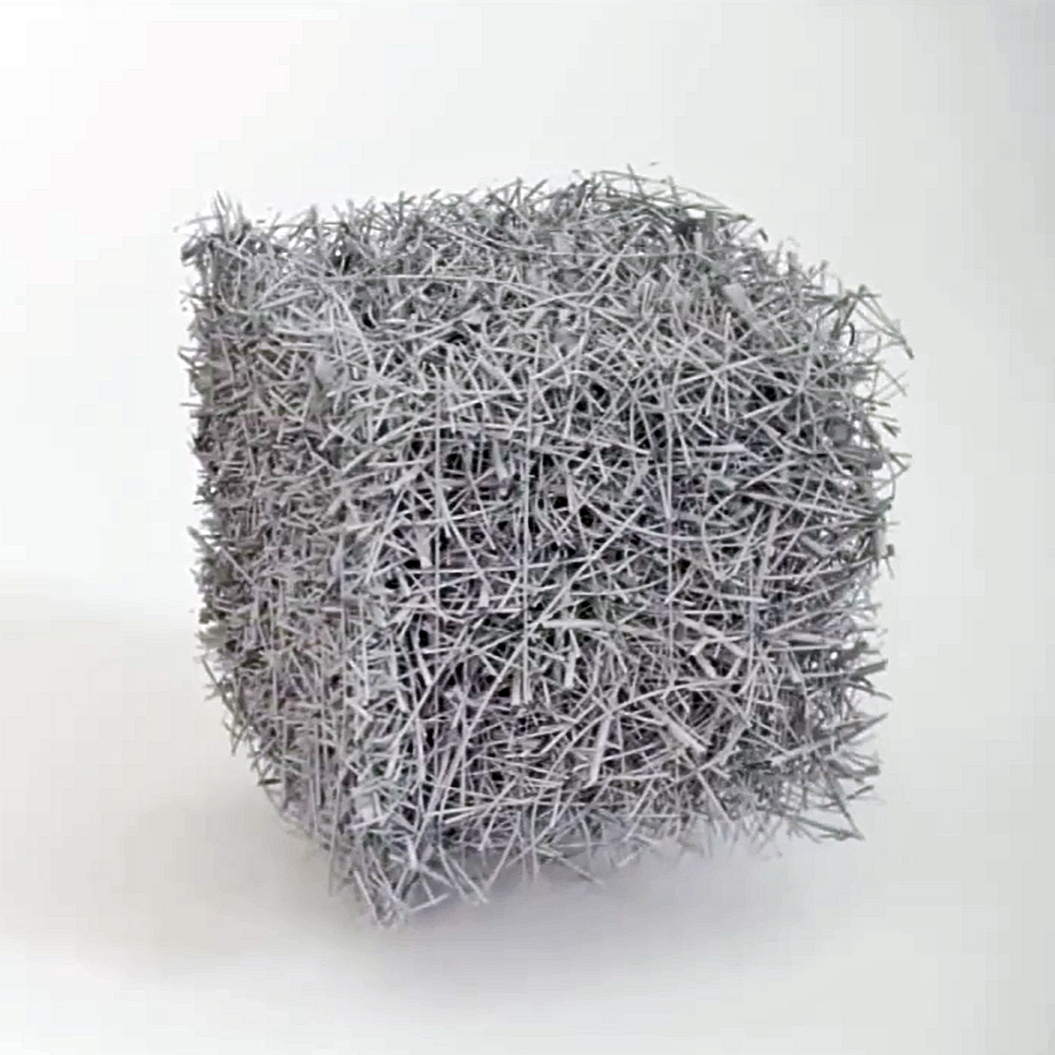
Los filtros HEPA pueden filtrar partículas microscópicas de pocas micrómetros de tamaño

Los filtros HEPA están compuestos por una malla de fibras dispuestas al azar. Las fibras típicamente están compuestas por fibra de vidrio y con diámetros entre 0,5 y 2,0 μm. Los factores más importantes a tener en cuenta en un filtro HEPA son el diámetro de las fibras, el espesor del filtro y la velocidad de las partículas. El espacio entre las fibras es mucho mayor a 0,3 μm, pero eso no significa que las partículas con un diámetro menor puedan pasar. A diferencia de los filtros de membrana los filtros HEPA están preparados para retener contaminantes y partículas mucho más pequeñas. 
Esas partículas son atrapadas (se adhieren a una fibra) mediante una combinación de estos mecanismos:
- Intercepción: donde las partículas que siguen a un flujo de aire rozan una fibra y se adhieren a ella.
- Impacto: donde las partículas grandes no son capaces de evitar las fibras mientras siguen al flujo de aire y son obligadas a impactar directamente con una de ellas. Este efecto aumenta con la disminución de la separación entre fibras y el aumento de velocidad en el flujo de aire.
- Difusión: las partículas más pequeñas, especialmente las menores a 0,1 µm, colisionan con las moléculas de gas lo que impide y retrasa su paso por el filtro. Este comportamiento es similar al movimiento browniano y aumenta la probabilidad de que una partícula sea detenida por uno de los dos mecanismos anteriores. Es la más dominante cuando el flujo de aire es lento.

La difusión predomina en partículas inferiores a 0,1 μm de diámetro. La intercepción y el impacto predominan en partículas mayores a 0,4 μm. Para partículas con un tamaño intermedio, 0,3 μm es el tamaño de partícula más penetrante (en inglés most penetrating particle size); la difusión y la intercepción son bastante ineficientes. Las especificaciones de los filtros HEPA utilizan la retención de estas partículas intermedias para definir el tipo de filtro.

## Aplicaciones biomédicas
Los filtros HEPA evitan la propagación de bacterias y virus a través del aire y, por tanto, son muy importantes para prevenir infecciones. Los sistemas de filtrado HEPA con fines médicos suelen incorporar luz ultravioleta de alta energía para eliminar cualquier bacteria viva y virus atrapado por el filtro físico. Algunas de las unidades HEPA mejor valoradas tienen una eficiencia del 99,995 % lo que asegura un alto nivel de protección contra enfermedades que se transmitan por el aire.

## Uso en aviones
Los aviones modernos usan los filtros HEPA para reducir la propagación de agentes patógenos a través del aire recirculado. Un estudio del Departamento de transportes de Estados Unidos realizado en 92 vuelos aleatorios mostró que los niveles de hongos y bacterias encontrados en las cabinas son iguales o inferiores a los de los hogares. Estos niveles tan bajos de microbios son debidos al completo cambio de aire del interior de la cabina llevado a cabo entre 10 y 15 veces por hora y a la alta capacidad de filtrado de los sistemas de recirculación de aire. Estos filtros usados en aviones comunes son similares a los filtros HEPA usados en las salas blancas industriales y en las salas críticas de los hospitales como la unidad de trasplantes y de quemados. En comparación con estos sistemas, los sistemas de filtrado usados en edificios normales no son capaces de eliminar las bacterias y virus del aire.

## Aplicaciones en el hogar
Los filtros HEPA tienen diferentes aplicaciones en el hogar, en pequeños electrodomésticos como los purificadores de aire o las aspiradoras.
Muchas de las aspiradoras actuales incorporan filtros HEPA que permiten la purificación del aire al mismo tiempo que limpian. Sin embargo, para ser realmente eficaz, una aspiradora con filtro HEPA debe hacer circular la totalidad del aire succionado a través del filtro, lo que requiere un motor muy potente.
Las aspiradoras que filtran la totalidad del aire se conocen como HEPA sellado. Los aspiradores con motores sin la suficiente potencia hacen circular el aire parcialmente a través del filtro HEPA, o emplean filtros de estructura similar a los filtros HEPA pero con una densidad o capacidad menor en la retención del polvo (arrestancia), proporcionando una eficiencia menor respecto a los modelos de HEPA sellado.
La utilización de purificadores de aire y aspiradoras con filtros HEPA reducen la presencia de alérgenos y partículas en el hogar, permitiendo una mayor pureza del aire, lo que los hace recomendables para personas con asma, afecciones respiratorias y alergias.